# Pierre Bec
Pierre Bec (Parigi, 11 dicembre 1921 – Poitiers, 30 giugno 2014) è stato un linguista e filologo francese.
Fu professore all'università di Poitiers, scrittore, specialista di letteratura e linguistica occitanica; il suo nome in occitano si scrive Pèire Bèc.

## Biografia

### Giovinezza e formazione

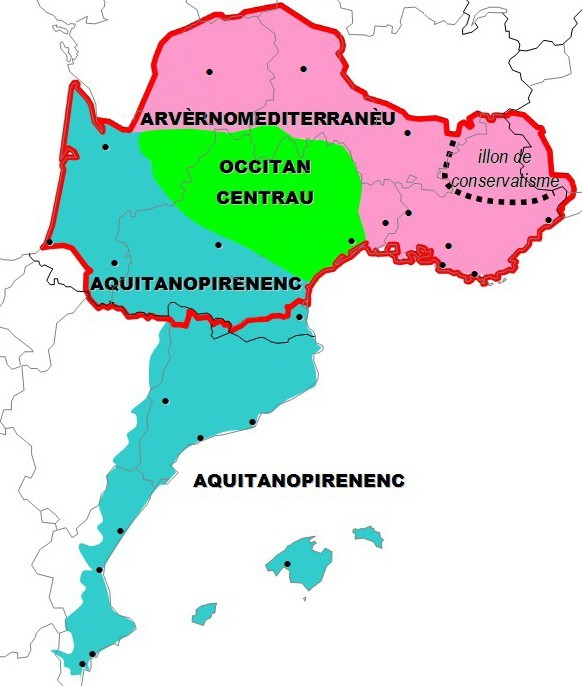
Classificazione dei Supradialetti occitani secondo Pierre Bec

Nacque da madre creola e padre guascone. Trascorse la sua infanzia a Cazères-sur-Garonne. Dopo il suo baccalaureato, imparò tedesco e italiano. Insegnò queste lingue a Parigi e studiò al contempo alla Sorbona, all'École des hautes études e all'Istituto di fonetica specializzandosi in filologia romanza, in particolare in occitano antico e moderno. Sostenne due tesi nel 1959.

### Carriera universitaria
Pierre Bec venne nominato docente incaricato e professore emerito all'università di Poitiers, dove occuperà questo posto fino al suo pensionamento nel 1989. Fu anche direttore del Centro di studi superiore della civiltà medioevale e presidente dell'Istituto di studi occitani per diciotto anni. In particolare pubblicò nel 1997, per Belles Lettres, Le Siècle d'or de la poésie gasconne (1550-1650), e poi La Joute poétique. Suoi testi di riferimento sono Manuel pratique de philologie romane e Langue occitane.

### Attività letteraria
Come scrittore occitano, è conosciuto con il nome di Pèir(e) Bec; pubblicò poesie, raccolte di novelle, tra cui Lo Hiu Tibat (nel quale raccontò le sue vicende di prigioniero di guerra in Austria), e un romanzo, Sebastian.

## Opere

### Pubblicazioni in francese
- (FR)  Pierre Bec, Chants d'amour des femmes de Galice, Éditions Atlantica, Biarritz, 2010, ISBN 978-2-7588-0274-7
- (FR)  Pierre Bec, La joute poétique : De la tenson médiévale aux débats chantés, Les Belles Lettres, Paris, 2000, ISBN 978-2251490120
- (FR)  Pierre Bec, Chants d'amour des femmes troubadours, Les Belles Lettres, Paris, 2000, ISBN 978-2251490120
- (FR)  Pierre Bec, Vièles ou violes?: Variations philologiques et musicales autour des instruments à archet du Moyen Age : XIe-XVe siècle, Klincksieck, 1992, ISBN 978-2252028032
- (FR)  Pierre Bec, Écrits sur les troubadours et la lyrique médiévale (1961-1991), Éditions Paradigme, 1992, ISBN 978-2868780676
- (FR)  Pierre Bec, Burlesque et obscénité chez les troubadours, Stock, 1984, ISBN 978-2234017115
  - (FR)  Pierre Bec, Gérard Gonfroy, Gérard Le Vot, Anthologie des troubadours (10/18, 1979, 2ª edizione 1985)
- (FR)  Pierre Bec, Anthologie de la prose occitane du Moyen Âge, Aubanel, 1977, ISBN 978-2700600766
- (FR)  Pierre Bec, Manuel pratique d'occitan moderne, Picard, 1973, ISBN 978-2708400894
- (FR)  Pierre Bec, Manuel pratique de philologie romane, tome 1 : italien, espagnol, portugais, occitan, catalan et gascon, Picard, 1970, ISBN 978-2708402874
- (FR)  Pierre Bec, Manuel pratique de philologie romane, tome 2 : français, roumain, sarde, dalmante - index des 2 tomes, Picard, 2000, ISBN 978-2708402300
- (FR)  Les Interférences linguistiques entre gascon et languedocien dans les parlers du Comminges et du Couserans (PUF, 1968) : Essai d'aréologie systématique.
- (FR)  La Langue occitane (PUF, Que sais-je ? n° 1059, 128 pagine (1963, 5ª edizione 1986, 6ª edizione corretta gennaio 1995, esaurita) ; ISBN 2-13-039639-9
- (FR)  Les Saluts d'amour du troubadour Arnaud de Mareuil (Privat, 1961)

### Pubblicazioni in occitano
- (FR)  Pierre Bec, Raconte d'ua mort tranquilla, Reclams, 1993, ISBN 978-2909160177
- Pierre Bec, Contes de l'unic, Per Noste, 1977